# Jiří Prskavec
Jiří Prskavec (Mělník 18 mei 1993) is een Tsjechisch kanovaarder gespecialiseerd in slalom. 
Prskavec nam tweemaal deel aan de Olympische Spelen en won beiden keren een medaille in 2016 won hij de bronzen medaille en vijf later werd Prskavec olympisch goud. Op de Olympische Jeugdzomerspelen 2010 won hij een bronzen medaille.
In 2015 en 2019 werd Prskavec wereldkampioen individueel.

## Belangrijkste resultaten

### Olympische Zomerspelen
| Editie | Plaats         | Resultaten |
| ------ | -------------- | ---------- |
| 2016   | Rio de Janeiro | K-1 Slalom |
| 2020   | Tokio          | K-1 Slalom |

### Wereldkampioenschappen kanoslalom
| Jaar | Plaats          | Resultaten                        |
| ---- | --------------- | --------------------------------- |
| 2011 | Bratislava      | 10e K-1 5e K-1 Slalom team        |
| 2013 | Praag           | K-1 Slalom · 4e K-1 Slalom team   |
| 2014 | Deep Creek Lake | 18e K-1 Slalom · K-1 Slalom team  |
| 2015 | Londen          | K-1 Slalom · K-1 Slalom team      |
| 2017 | Pau             | 19e K-1 Slalom · K-1 Slalom team  |
| 2018 | Rio de Janeiro  | C-1 Slalom · K-1 Slalom team      |
| 2019 | La Seu d'Urgell | K-1 Slalom · K-1 Slalom team      |
| 2021 | Bratislava      | 11e K-1 Slalom 4e K-1 Slalom team |
| 2022 | Augsburg        | 5e K-1 Slalom 4e K-1 Slalom team  |

1972: Siegbert Horn ·
1992: Pierpaolo Ferrazzi ·
1996: Oliver Fix ·
2000: Thomas Schmidt ·
2004: Benoît Peschier ·
2008: Alexander Grimm ·
2012: Daniele Molmenti ·
2016: Joe Clarke ·
2020: Jiří Prskavec ·
2024: Giovanni De Gennaro